# Blueshirts
L'Associazione Esercito Cameratesco (ACA), in seguito denominata Guardia Nazionale e meglio conosciuta con il soprannome le Blueshirts (lingua irlandese: Lucht na Léine Gorma), è stata un'organizzazione politica irlandese creata nel 1932, e di cui fu leader il generale Eoin O'Duffy.
Le Blueshirts sono state considerate come l'equivalente irlandese delle formazioni paramilitari sviluppatesi da altri movimenti della destra europea degli anni Venti del XX secolo, particolarmente le Camicie Brune di Adolf Hitler in Germania, la Milizia Volontaria per la Sicurezza Nazionale (Camicie Nere) di Benito Mussolini in Italia e la British Union of Fascists di Oswald Mosley nel Regno Unito.

## Storia
Nel 1932 fu fondato l'Army Comrades Association (ACA), i cui membri indossavano camicie blu a imitazione dei movimenti fascisti europei che avevano adottato camicie colorate come uniformi.  Inizialmente composto da ex soldati dell'esercito dello Stato libero irlandese, l'ACA è stata fondata in risposta alla vittoria del Fianna Fáil nelle elezioni.
L'ACA fu ribattezzata "Guardia Nazionale" nel 1933 e O'Duffy ne divenne leader. Egli era stato uno dei capi della guerriglia dell'Irish Republican Army (IRA) nell'Ulster durante la guerra d'indipendenza irlandese, generale dell'esercito irlandese durante la Guerra civile irlandese e comandante della polizia irlandese per lo Stato Libero d'Irlanda dal 1922 al 1933.
Le Blueshirts sono considerate un movimento fascista, o quanto meno parafascista, in quanto aderirono al radicalismo di destra, con una particolare ammirazione per Mussolini; utilizzarono il saluto romano (accompagnato dal grido "Hail O'Duffy!"), ed esposero cattolicesimo militante e anticomunismo, oltre che fiducia in un'economia fondata sul corporativismo fascista.

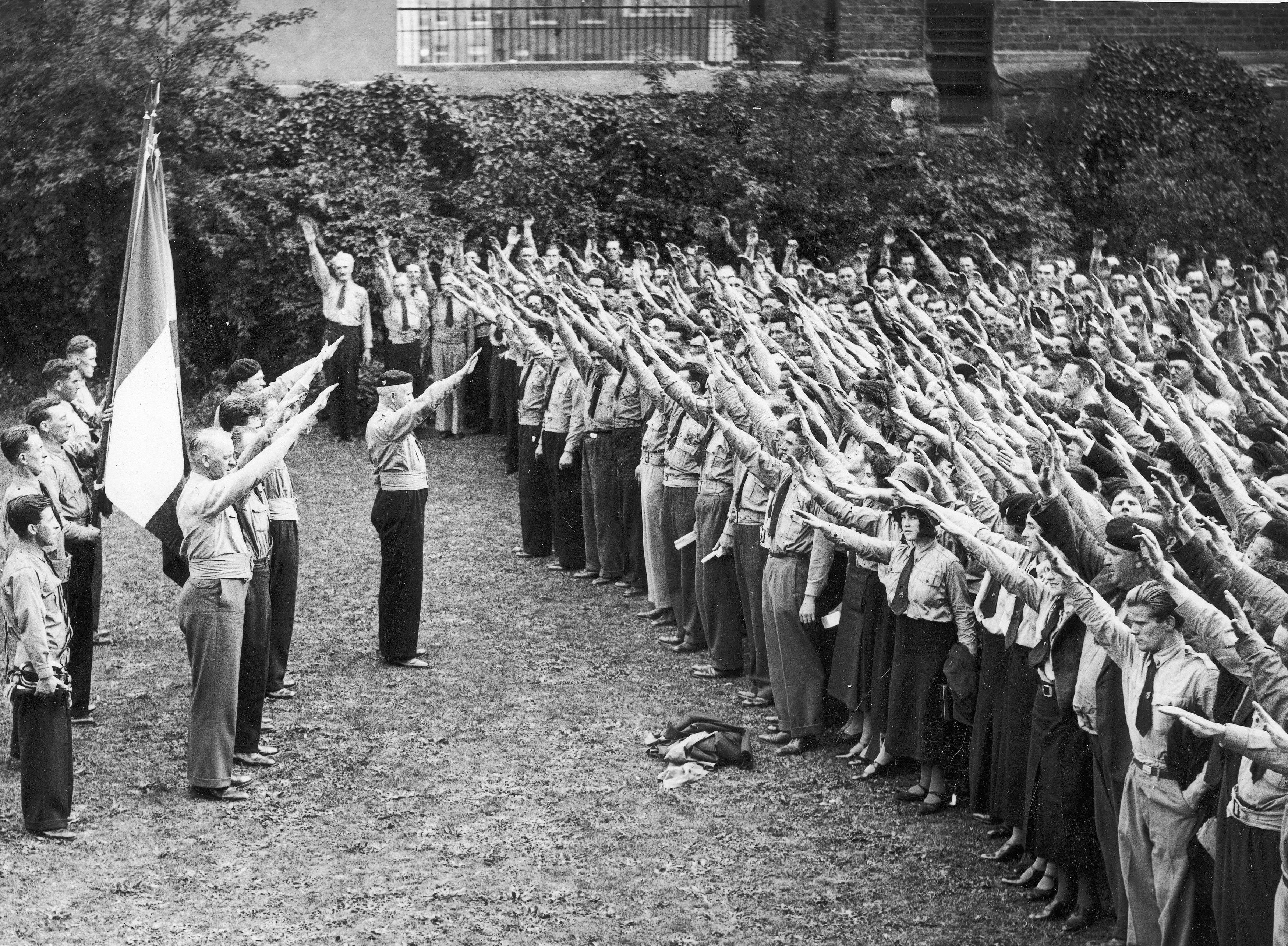
O'Duffy in un'adunata di Blueshirts

I suoi leader tuttavia hanno sostenuto che il loro scopo era difendere la democrazia, denunciando come antidemocratiche, al contrario, le azioni dell'IRA, che aveva tentato di interrompere le riunioni di organizzazioni come il  Cumann na nGaedheal, partito che gli intransigenti dell'IRA consideravano come 'traditori' per aver accettato il trattato anglo-irlandese.
Le organizzazioni anti-Blueshirts come l'anti-trattato Fianna Fáil e il Partito IRA però citano l'esempio di altri movimenti simili alle Blueshirts che una volta giunti al potere spensero il processo democratico, cosa che l'associazione irlandese tentò di fare, in emulazione degli eventi della Marcia su Roma, nella Marcia su Dublino dell'agosto 1933. Temendo un colpo di Stato, o quanto meno scontri armati tra repubblicani, socialisti, comunisti, operai e altri antifascisti legati all'IRA e le Blueshirts, il capo di governo irlandese Éamon de Valera proibì la parata. O'Duffy dichiarò di accettare il divieto, anche se parate minori svoltesi a livello provinciale provocarono la messa al bando dell'associazione.
Nel dicembre del 1934 O'Duffy partecipò alla Conferenza internazionale fascista svoltasi a Montreux in Svizzera in cui vi erano i rappresentanti di altri 13 paesi - Germania, Austria, Belgio, Danimarca, Francia, Grecia, Paesi Bassi, Italia, Lituania, Norvegia, Portogallo, Romania, Spagna e Svizzera.
Si ricostituì come Partito Nazionale Corporativo nel giugno 1935.

### Partecipazione alla guerra di Spagna
700 Blueshirts al comando del generale O'Duffy parteciparono dal settembre 1936 al giugno 1937, sotto il nome di Brigata Irlandese tra i volontari internazionali al fianco dei nazionalisti di Francisco Franco nelle prime fasi della Guerra civile spagnola. Furono inquadrati come XV Bandera nella Legione spagnola.